# Bouteille oignon
Une bouteille oignon (en anglais : onion bottle ou glass onion) est une bouteille, en forme « d'oignon », utilisée aux XVIIe et XVIIIe siècles. Ce type de bouteilles était le plus souvent utilisé pour contenir du vin, mais également d'autres spiritueux.

## Historique
Au début du XVIIe siècle, les bouteilles de vin étaient petites, avec un verre fin, ce qui les rendait difficiles à stocker et à expédier. Au cours des années 1630, le corsaire devenu inventeur Sir Kenelm Digby s'est associé à James Howell, créant une méthode de fabrication de verre plus résistant avec des fours plus chauds. Ces premières bouteilles oignon, généralement appelées bouteilles « shaft and globe » (litt. « axe et globe »), ont évolué vers la forme de bouteille oignon dans les années 1670. Cette forme a progressivement évolué pour devenir plus robuste avec une base large et un col court, atteignant son apogée à la fin du XVIIe siècle avant de s'allonger au début du XVIIIe siècle. Ces bouteilles étaient de couleurs vert foncé ou marron en raison de l'oxyde de fer trouvé dans le sable utilisé pour les fabriquer. La couleur était encore assombrie par le charbon utilisé pour chauffer les fours, laissant les bouteilles presque noires. Des bagues ont été appliquées sur les sommets pour que les bouchons soient attachés. Une fois expédiées, elles étaient couchées sur le côté pour faire tremper le bouchon et aider à prévenir l'oxydation du vin à l'intérieur. Des spiritueux comme le brandy ont également été ajoutés au vin pour prolonger sa durée de vie lors de l'expédition à l'étranger,,.

## Galerie

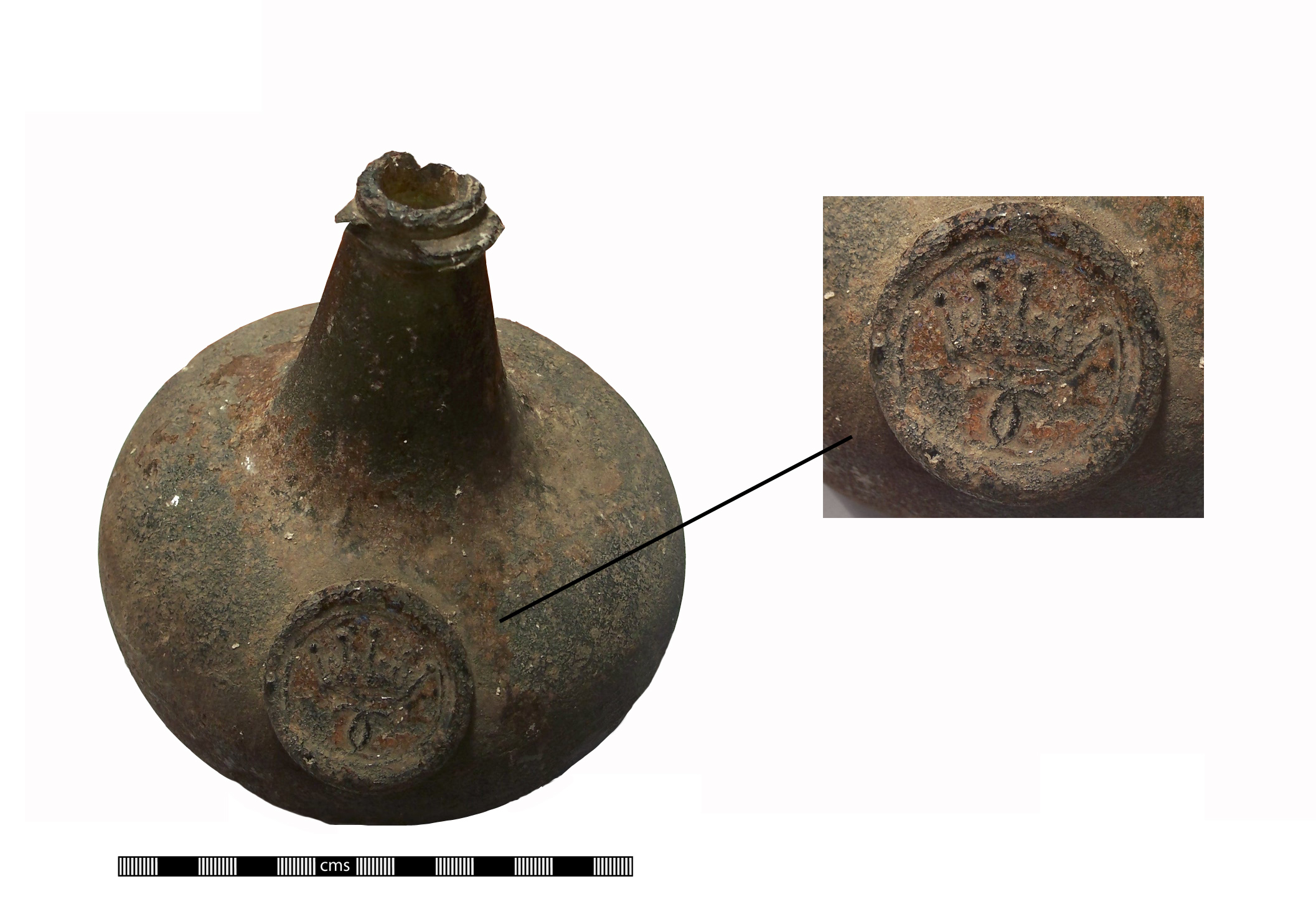
Bouteille oignon entre 1680 et 1700.
vers 1690-1700.
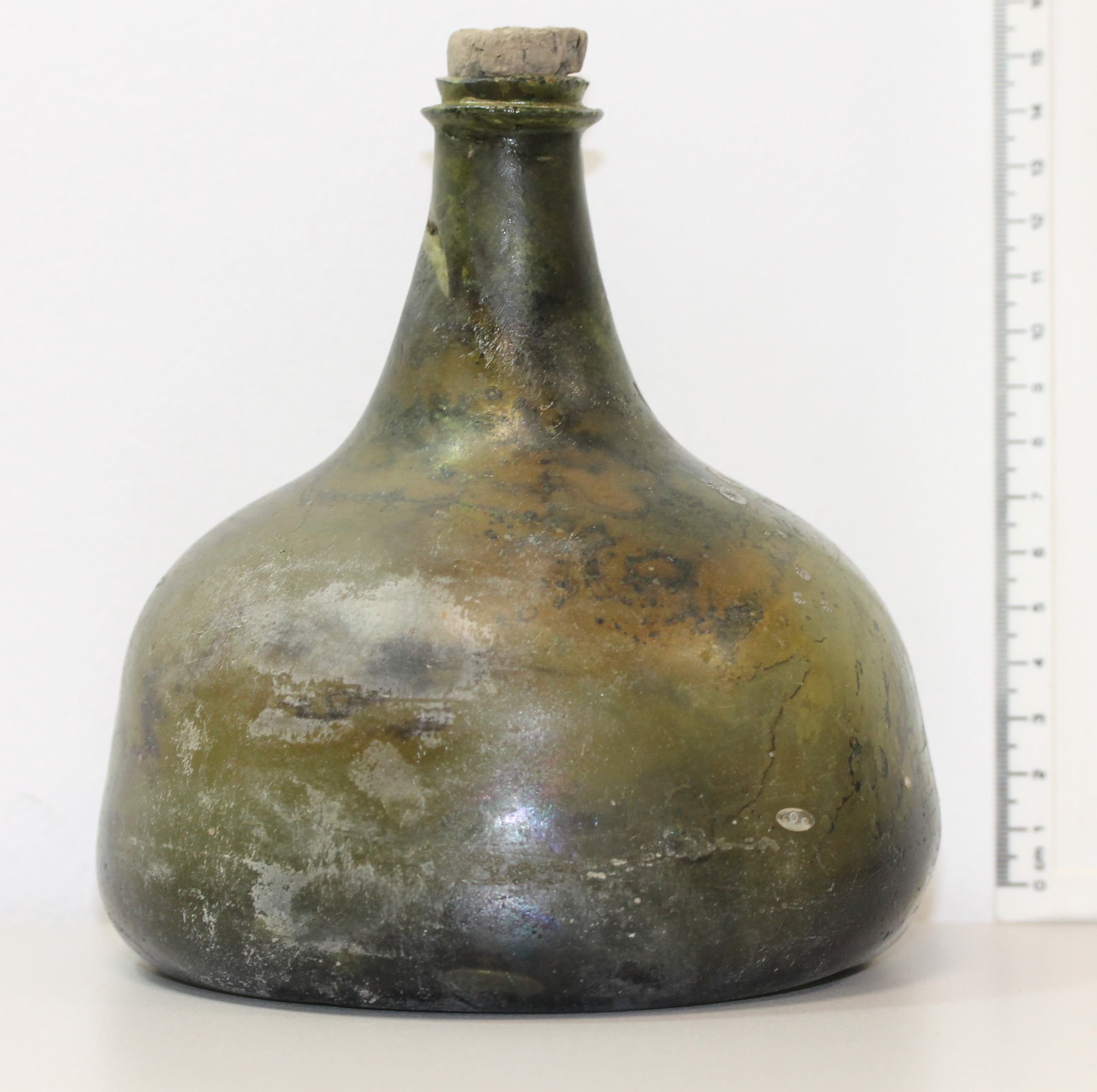
entre 1700 et 1750.